# ʻAtatā
ʻAtatā (auch: Atata, Atataa) ist eine bewohnte Insel im Norden von Tongatapu im Pazifik. Sie gehört politisch zum Königreich Tonga. Im Jahr 2021 hatte die Insel 124 Bewohner.

## Geographie
Das Motu liegt am Nordwestrand des Archipels und ist eine der nördlichsten Inseln von Tongatapu. Die Insel bildet zusammen mit Tufuka den Ostrand der Maria Bay gegenüber von Toketoke, während im Norden der Egeria Channel verläuft. Östlich liegt das Riff Sumner Shoal. Die Insel selbst hat einen eigentümlichen Grundriss: der Nordteil ist relativ regelmäßig rund-oval, während nach Süden eine Landzunge lang ausgezogen ist, so dass die Insel in der Form an eine Kaulquappe erinnert. Im Nordteil der Insel ist die Plantage „Ata Estate“ und auf dem langgezogenen Südteil befindet sich die Siedlung der Insel mit dem Royal Sunset Resort. Es gibt auch eine mormonische „Church of Jesus Christ of Latter-day Saints“.

## Klima
Das Klima ist tropisch heiß, wird jedoch von ständig wehenden Winden gemäßigt. Ebenso wie die anderen Inseln der Tongatapu-Gruppe wird ʻAtatā gelegentlich von Zyklonen heimgesucht.

## Vulkanausbruch des Hunga Tonga 2022
Beim Vulkanausbruch des Hunga Tonga-Hunga Haʻapai im Januar 2022 wurden zahlreiche Häuser durch einen Tsunami zerstört oder beschädigt. Diese Welle hat vermutlich die ganze Insel überflutet. Zudem wurde diese danach komplett mit Vulkanasche bedeckt. Der Vulkan befindet sich mehr als 50 Kilometer nördlich der Insel.